# Алберталли, Бекки
Ребекка Алберталли (англ. Rebecca Albertalli; род. 17 ноября 1982, Атланта, Джорджия) — американская писательница.
Стала известна благодаря своему дебютному роману Саймон и программа Homo sapiens, который позже лёг в основу фильма С любовью, Саймон.
Алберталли говорит, что на написание романов её вдохновила австралийская писательница Жаклин Мориарти.

## Биография
Альберталли родилась и выросла в Атланте. Альберталли училась в Уэслианском университете и специализировалась на психологии, а затем переехала в Вашингтон (федеральный округ Колумбия, и получила степень доктора психологии в Университете Джорджа Вашингтона. Она работала психологом до 2012 года — когда родился ее первый сын — и впоследствии решила попробовать написать роман. Альберталли выросла в семье реформистских иудеев. Альберталли отмечает, что австралийский писательница Жаклин Мориарти стала главным вдохновителем в её становлении романистом. В августе 2020 года Альберталли объявил себя бисексуалом.
В апреле 2015 года был опубликован дебютный роман Альберталли «Саймон и программа Homo sapiens». Продолжение романа «Саймон и программа Homo sapiens» под названием «Leah on the Offbeat» было выпущено в 2018 году и получило награду Goodreads Choice Awards в номинации «Лучшая художественная литература для молодежи». В 2020 году Альберталли выпустил третью часть — Love, Creekwood. Среди других ее работ — «The Upside of Unrequited» и «What If It’s Us», последнюю из которых она написала в соавторстве с Адамом Сильверой. В 2018 году права на фильм «What If It’s Us» были проданы Anonymous Content.